# The King of Fighters '95
The King of Fighters '95 est un jeu vidéo de combat développé et édité par SNK sur Neo-Geo MVS, Neo-Geo AES et Neo-Geo CD en 1995 (NGM 084),,,. Il a été porté sur PlayStation, Saturn et Game Boy.
Il s'agit du 2e épisode de la série The King of Fighters.

## Système de jeu
The King of Fighters '95 propose des combats opposants des équipes de 3. Les combattants, tirés de l'univers de la société SNK pour la plupart (les autres sont de nouvelles créations), sont regroupés par pays. Le jeu reprend en grande partie le gameplay de The King of Fighters '94.

## Histoire
En cette année 1995 un nouveau tournoi King of Fighters est organisé, cette fois les invitations sont signées par un « R ». Serait-ce le « R » de Rugal, celui prétendu mort un an auparavant dans l'explosion de son propre navire ? Les combattants se retrouvent donc à ce tournoi. Parmi eux trois petits nouveaux, composant La Rival Team, en lieu et place de la U.S.A. Team, composé d’Iori Yagami le rival d'enfance de Kyo Kusanagi, Eiji Kisaragi le ninja ennemi du clan Sakazaki et Billy Kane l'homme de main de Geese Howard. Rugal est l'organisateur de ce tournoi, il a survécu à l'explosion de son navire, provoqué par lui-même, grâce au pouvoir de l'Orochi contenu dans son œil bionique obtenue il y a des années par Goenitz. Avant de pouvoir combattre contre Rugal et se venger, Kyo qui a réussi, encore une fois, avec son équipe à parvenir jusqu'à la finale doit se battre contre son propre père, Saisyu, conditionné par les sbires de Rugal. Après sa défaite face à son fils il retrouvera ses esprits et s'enfuira de la base de Rugal. Après cela Kyo se bat contre Rugal sous sa forme Omega, malgré l'utilisation du pouvoir de l'Orochi il perd face au jeune combattant. Rugal décide alors d'utiliser pleinement le pouvoir d'Orochi qu'il maintenait à 85 %. Son corps ne pouvant supporter cette puissance, Rugal explose de l'intérieur et meurt. Après ses événements Saisyu quitte le clan Kusanagi et laisse son fils le gérer.
The King of Fighters '95 est le deuxième épisode de la saga King of Fighters et le deuxième épisode de la saga Orochi.

## Personnages
Contrairement à l'épisode précédent, les équipes ne sont plus constituées en fonction de la nationalité des combattants.
Fatal Fury Team
- Terry Bogard
- Andy Bogard
- Joe Higashi

Psycho Soldier Team
- Athena Asamiya
- Sie Kensou
- Chin Gentsai

Hero Team
- Kyo Kusanagi
- Benimaru Nikaido
- Goro Daimon

Rival Team
- Iori Yagami
- Eiji Kisaragi
- Billy Kane

Kim Team
- Kim Kaphwan
- Choi Bounge
- Chang Koehan

Ikari Warriors Team
- Heidern
- Ralf Jones
- Clark Still

Women Fighters Team
- Mai Shiranui
- King
- Yuri Sakazaki

Art of Fighting Team
- Ryo Sakazaki
- Robert Garcia
- Takuma Sakazaki

Sous-Boss
- Saisyu Kusanagi

Boss Final
- Omega Rugal

## Équipe de développement
- Producteur exécutif : Eikichi Kawasaki
- Producteur : Takashi Nishiyama
- Directeur : M. Kuwasashi

## Doublage
- Terry Bogard : Satoshi Hashimoto
- Andy Bogard : Keiichi Nanba
- Joe Higashi : Nobuyuki Hiyama
- Athena Asamiya : Moe Nagasaki
- Sie Kensou : Eiji Yano
- Chin Gentsai : Toshikazu Nishimura
- Kyo Kusanagi : Masahiro Nonaka
- Benimaru Nikaido : Monster Maetsuka
- Goro Daimon : Masaki Usui
- Kim Kaphwan : Satoshi Hashimoto
- Choi Bounge : Monster Maetsuka
- Chang Koehan : Hiroyuki Arita
- Heidern : Toshimitsu Arai
- Ralf Jones : Monster Maetsuka
- Clark Still : Yoshinori Shima
- Mai Shiranui : Akoya Sogi
- King : Harumi Ikoma
- Yuri Sakazaki : Kaori Horie
- Ryo Sakazaki : Masaki Usui
- Robert Garcia : Key Inage
- Takuma Sakazaki : Eiji Tsuda
- Iori Yagami : Kunihiko Yasui
- Billy Kane : Katsuhisa Namase
- Eiji Kisaragi : Yoshinori Shima

## Réédition
Au Japon, le jeu fut réédité en 2006 sur PlayStation 2, via la compilation The King of Fighters '95-'97, et en 2007 sur PlayStation 3 et PlayStation Portable, via le PlayStation Network.

## Culture populaire
Le jeu King of Fighters 95 est présent de façon récurrente dans la série Nerdz (sur la chaîne Nolife) dans laquelle Régis-Robert, l'un des personnages principaux, est champion de France.